# Roger Lambert
Ne doit pas être confondu avec Roger-Gabriel Lambert.
Pour les articles homonymes, voir Lambert.
Charles Roger Gilbert Lambert est un avocat et homme politique français, né le 23 avril 1881 à Clermont-Ferrand et mort le 26 novembre 1937 à Clermont-Ferrand.

## Biographie
Fils de Marie René Adolphe Frédéric Lambert (1843-1888), Capitaine instructeur au 16e régiment d'artillerie, et de Marie Marguerite Lajat (1851-...), Charles Roger Gilbert Lambert nait le 23 avril 1881 au domicile de ses père et mère situé à Clermont-Ferrand, canton ouest, au 31 rue des Gras.
Il épouse, le 19 juillet 1910, à Le Cendre, Marie Louise Mélanie Grassion (1888-...), fille d'André Grassion, négociant, et de Jeanne Marie Gabrielle Frédot, avec laquelle il aura deux filles :
- Marcelle qui épousera, en 1934, le lieutenant de vaisseau Marc Antoine, chevalier de la Légion d'Honneur[3],
- Nicole qui épousera, en 1944, Pierre, docteur en droit, diplômé de l'école de sciences politiques[4].

Il meurt, le 26 novembre 1937, sur la place de Jaude, alors qu'il rentre à son domicile, rue Pierre Julien, après avoir plaidé au tribunal de commerce, emporté par une embolie.

## Carrière juridique
Élève à l'école Massillon, il poursuit ses études à la faculté de droit de Paris,.
Diplômé du doctorat en droit, il prête serment et est admis au stage au barreau de Clermont-Ferrand, le 14 novembre 1906, pour être inscrit au tableau, le 22 octobre 1909.
Rappelé à l'activité par ordre de mobilisation générale du 1er août 1914, il est promu capitaine, le 11 avril 1916. Il sera détaché, le 24 novembre 1917, comme substitut du conseil de guerre à Clermont-Ferrand.
Il est envoyé en congé illimité de démobilisation le 17 mai 1919.
En 1925, il est le conseil de la fédération des syndicats agricoles du Puy-de-Dôme.
Il est élu bâtonnier de l'ordre des avocats de Clermont-Ferrand :
- le 12 juillet 1924[9], faisant suite à Eugène L'Ebraly,
- le 11 juillet 1925[10],
- le 6 juillet 1934[11], faisant suite à Edmond Pialoux,
- le 13 juillet 1935[12].

Il est élu membre du conseil de l'ordre :
- le 15 juillet 1914 et désigné pour remplir les fonctions de secrétaire[13],
- le 17 juillet 1919 et désigné pour remplir les fonctions de secrétaire[14],
- le 30 juin 1920 et désigné pour remplir les fonctions de secrétaire[15],
- le 16 juillet 1921[16],
- le 11 juillet 1922[17],
- le 11 juillet 1923[18],
- le 10 juillet 1926 et délégué au bureau de l'assistance judiciaire[19],
- le 12 juillet 1927 et délégué au bureau de l'assistance judiciaire[20],
- le 26 juillet 1933 et délégué au bureau de l'assistance judiciaire[21],
- le 18 juillet 1936[22],
- le 5 juillet 1937[23].

## Engagements et distinctions
Depuis la création de la faculté libre de droit de Clermont-Ferrand, il est titulaire de la chaire de législation financière.
Membre de l'Académie des sciences, belles-lettres et arts de Clermont-Ferrand.
En 1936, il est élu membre du comité de l'association nationale des avocats.

### Engagement politique
Conférencier pour le parti Action Libérale Populaire, il rejoint, en qualité de trésorier, le jeune Parti Républicain Fédéral, créé en décembre 1924, par Jacques Bardoux. Il est d'ailleurs considéré comme l'un des fondateurs du parti dont il sera, jusqu'à son décès, le conseiller juridique et financier ainsi que le trésorier,.
En vue du 6e congrès de la fédération républicaine et sociale du Massif-central qui doit se tenir, le 12 octobre 1930, à Saint-Affrique, il est désigné représentant de la fédération du Puy-de-Dôme. À l'occasion de ce congrès, il fait insérer dans les statuts, au nom de la fédération du Puy-de-Dôme, un article soulignant son caractère rigoureusement autonome et précisant qu'elle accueille les républicains centristes, les démocrates populaires et les radicaux indépendants.

#### Les élections sénatoriales de 1935
En vue des élections sénatoriales du 20 octobre 1935, il est désigné, le 6 octobre précédent, candidat du parti républicain fédéral, avec Jacques Bardoux et François-Gilbert Sardier, conseiller général du canton de Manzat. Ils se présentent sous l'étiquette des républicains de gauche.
Au premier tour des élections qui permet l'élection de Pierre Laval, président du conseil et également candidat dans le département de la Seine, il ne remporte que 146 voix sur les 1 118 suffrages exprimés pour 1 123 inscrits. Du fait d'un ballottage pour trois sièges, un deuxième est organisé. Il recueille 149 voix mais ne passera pas ce deuxième tour. Aucune majorité ne se dégageant, un troisième tour se tient auquel seul Jacques Bardoux participe, pour la liste d'union républicaine. Les sièges seront remportés par les sénateurs sortants des listes radicale et radicale-socialiste, Eugène Chassaing et Paul Malsang, et par le député Eugène Roy, inscrit sur la liste du Front populaire.

## Décorations
- Chevalier de la Légion d'honneur
- Croix de guerre 1914–1918

Cité à l'ordre de la 63e division d'infanterie, le 11 novembre 1916, il sera décoré de la croix de guerre.
Le 20 juillet 1921, il est nommé chevalier de la Légion d'Honneur.

## Sources
1. ↑  Archives départementales du Puy-de-Dôme - Registre des naissances de la ville de Clermont-Ferrand - Année 1881 - Cote 6 E 113 303 - pages 70 et 71/229 (https://www.archivesdepartementales.puydedome.fr/ark:/72847/vta392c51f7fd3adffc/daogrp/0/layout:table/idsearch:RECH_01f2b029c87a7731b6371bfd72ffd4c4#id:792681026?gallery=true&brightness=100.00&contrast=100.00&center=681.154,-301.088&zoom=10&rotation=0.000)
2. ↑  Archives départementales du Puy-de-Dôme - Registre de l'état-civil de la ville du Cendre - Année 1910 - Cote 6 E 4446 - p. 11 et 12/17 (https://www.archivesdepartementales.puydedome.fr/ark:/72847/vtacf0a10a4d468b056/daogrp/0/layout:table/idsearch:RECH_49c02b76fdf1395a4ed123b3d0cb1679#id:276240269?gallery=true&brightness=100.00&contrast=100.00&center=1063.000,-708.500&zoom=6&rotation=0.000)
3. ↑  « Les cours, les ambassades, le monde et la ville - Mariages », Le Figaro,‎ 6 mars 1934, p. 3 (lire en ligne)
4. ↑  « Dans le monde - Mariage », Journal des débats politiques et littéraires,‎ 22 janvier 1944, p. 2 (lire en ligne)
5. 1 2  « Mort de Me Roger Lambert », L'Avenir du plateau central,‎ 27 novembre 1937, p. 2 (lire en ligne)
6. 1 2  « Mort de Me Lambert, ancien bâtonnier au barreau de Clermont », Le Moniteur du Puy-de-Dôme,‎ 27 novembre 1937, p. 2 (lire en ligne)
7. 1 2 3 4  Archives départementales du Puy-de-Dôme - Registre d'incorporation militaire du bureau de Riom - Classe 1901 - registre matricule n°953 - Cote R3401 - p. 488/533 (https://www.archivesdepartementales.puydedome.fr/ark:/72847/vta7612e46c7df9bc41/daogrp/0/layout:table/idsearch:RECH_8c7919ebcde52929b352374492fc9fd8#id:1928605229?gallery=true&brightness=100.00&contrast=100.00)
8. ↑  « Les groupements agricoles - Fédération des syndicats agricoles du Puy-de-Dôme », Le Figaro,‎ 27 avril 1925, p. 2 (lire en ligne)
9. ↑  « Chronique locale - Ordre des avocats de Clermont-Ferrand », Le Moniteur du Puy-de-Dôme,‎ 13 juillet 1924, p. 2 (lire en ligne)
10. ↑  « Chronique locale - Ordre des avocats », Le Moniteur du Puy-de-Dôme,‎ 12 juillet 1925, p. 2 (lire en ligne)
11. ↑  « Ordre des avocats du barreau de Clermont-Ferrand », Le Moniteur du Puy-de-Dôme,‎ 15 juillet 1934, p. 2 (lire en ligne)
12. ↑  « Ordre des avocats », Le Moniteur du Puy-de-Dôme,‎ 17 juillet 1935, p. 2 (lire en ligne)
13. ↑  « Chronique - Au barreau de Clermont-Ferrand », Le Moniteur du Puy-de-Dôme,‎ 16 juillet 1914, p. 3 (lire en ligne)
14. ↑  « Chronique locale - Au barreau de Clermont », Le Moniteur du Puy-de-Dôme,‎ 18 juillet 1919, p. 2 (lire en ligne)
15. ↑  « Chronique locale - Au barreau de Clermont », Le Moniteur du Puy-de-Dôme,‎ 4 juillet 1920, p. 2 (lire en ligne)
16. ↑  « Chronique locale - Au barreau de Clermont-Ferrand », Le Moniteur du Puy-de-Dôme,‎ 17 juillet 1921, p. 2 (lire en ligne)
17. ↑  « Chronique locale - Au barreau de Clermont-Ferrand », Le Moniteur du Puy-de-Dôme,‎ 12 juillet 1922, p. 2 (lire en ligne)
18. ↑  « Chronique locale - Au barreau de Clermont-Ferrand », Le Moniteur du Puy-de-Dôme,‎ 12 juillet 1923, p. 2 (lire en ligne)
19. ↑  « Chronique locale - Élections au conseil de l'ordre des avocats de Clermont-Ferrand », Le Moniteur du Puy-de-Dôme,‎ 11 juillet 1926, p. 2 (lire en ligne)
20. ↑  « Ordre des avocats », Le Moniteur du Puy-de-Dôme,‎ 13 juillet 1927, p. 2 (lire en ligne)
21. ↑  « Clermont-Ferrand - Le conseil de l'ordre des avocats de Clermont », Le Moniteur du Puy-de-Dôme,‎ 26 juillet 1933, p. 2 (lire en ligne)
22. ↑  « Clermont et sa banlieue - Ordre des avocats », Le Moniteur du Puy-de-Dôme,‎ 18 juillet 1936, p. 4 (lire en ligne)
23. ↑  « Ordre des avocats », Le Moniteur du Puy-de-Dôme,‎ 9 juillet 1937, p. 2 (lire en ligne)
24. 1 2 3  « Chronique locale - Mort de Me Roger Lambert », L'Avenir du Plateau central,‎ 27 novembre 1937, p. 2 (lire en ligne)
25. ↑  « Les Congrès - Celui des avocats à Metz s'est terminé hier soir », Le Matin,‎ 4 juin 1936, p. 7 (lire en ligne)
26. ↑  Cahiers du centre d'histoire 'espaces et cultures' : Engagements politiques, Clermont-Ferrand, Presses universitaires Blaise Pascal, 2000, 130 p. (ISBN 978-2-84516-141-2, lire en ligne), p. 122, 124 et 125
27. ↑  « Fédération républicaine et sociale du Massif-Central - Réunion du comité directeur », L'Avenir du Plateau Central,‎ 22 décembre 1937, p. 3 (lire en ligne)
28. ↑  « Avant les élections cantonales - La fédération républicaine et sociale du Massif-Central tient son douzième congrès - Un discours important de M. Jacques Bardoux », L'Écho de Paris,‎ 20 septembre 1937, p. 5 (lire en ligne)
29. ↑  « À la Fédération républicaine et sociale du Puy-de-Dôme », Le Temps,‎ 8 octobre 1930, p. 3 (lire en ligne)
30. ↑  « Le congrès de la fédération républicaine et sociale du Massif-Central », Le Temps,‎ 13 octobre 1930, p. 4 (lire en ligne)
31. ↑  « MM. Jacques Bardoux, Sardier et Roger Lambert seront candidats dans le Puy-de-Dôme », Le Petit Journal,‎ 7 octobre 1935, p. 4 (lire en ligne)
32. ↑  « Dans le Puy-de-Dôme », Le Moniteur du Puy-de-Dôme,‎ 21 octobre 1935, p. 1 (lire en ligne)